# اكتشافات الأقدام البشرية في بحر ساليش

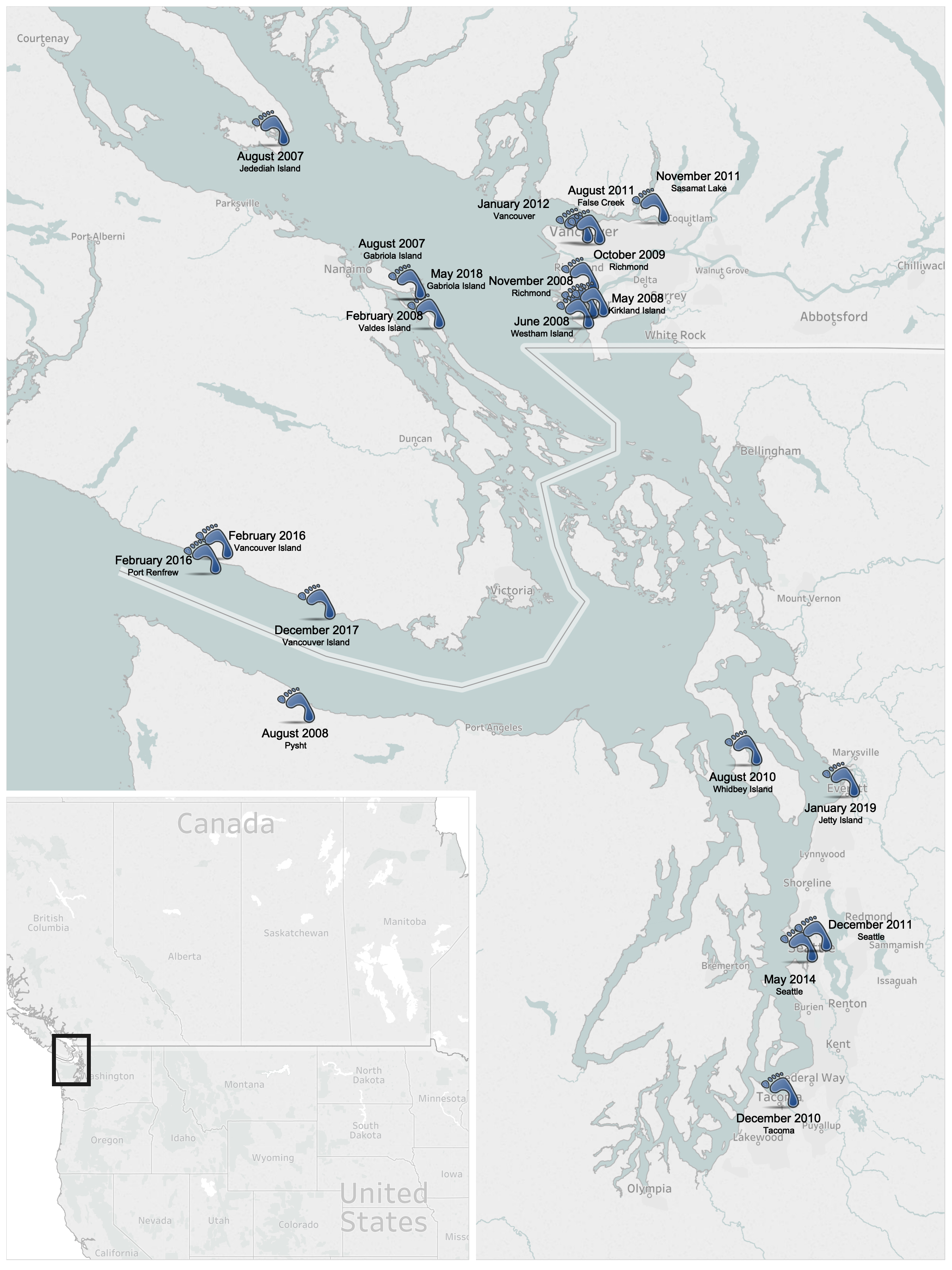
مواقع اكتشافات الأقدام البشرية في بحر ساليش حتى 3 يناير 2019

منذ 20 أغسطس 2007، تم العثور على ما لا يقل عن 20 قدمًا بشرية مبتورة على سواحل بحر ساليش في كولومبيا البريطانية وكندا وواشنطن بالولايات المتحدة. تم الاكتشاف الأول في 20 أغسطس 2007 في جزيرة جديديا في كولومبيا البريطانية. تم اكتشاف أقدام على سواحل جزر في كولومبيا البريطانية، وفي مدينتي تاكوما وسياتل الأمريكيتين.
في كندا، قالت خدمة Coroners في كولومبيا البريطانية في ديسمبر / كانون الأول 2017، إن السلطات استبعدت اللعب الخبيث المتعمد في جميع التحقيقات، وأن الأقدام جاءت من أشخاص قتلوا إما في حوادث أو انتحارًا، وأن القدمين انفصلت أثناء عملية التحلل العادية. عادة ما يتم العثور على الأقدام في أحذية رياضية، والتي يعتقد الأطباء الشرعيون أنها المسؤولة عن الحفاظ على الأقدام عائمة بما يكفي لوصولها إلى الشاطئ في نهاية المطاف، ومنحها حماية كافية من التحلل حتى يتم العثور عليها سليمة نسبيًا. قبل الاندفاع الظاهر مؤخراً لأقدام إلى الشاطئ، كانت هناك حالات سابقة ترجع إلى أكثر من قرن، مثل ساق في حذاء تم العثور عليه على شاطئ فانكوفر في عام 1887. كان الاكتشاف الأخير في 1 يناير 2019، عندما اتصل الناس في جزيرة جيتي في إيفريت بواشنطن بالشرطة للإبلاغ عن حذاء بداخله قدم بشرية، والذي تمكن الطبيب الشرعي من مطابقته مع أنطونيو نيل، المفقود منذ 12 ديسمبر 2016.

## الاكتشافات
هذه الاكتشافات ليست الأولى على ساحل كولومبيا البريطانية. تم العثور على واحدة في فانكوفر في عام 1887، مما أدى إلى تسمية مكان الاكتشاف بساحة Leg-In-Boot. في 30 يوليو 1914، ذكرت صحيفة فانكوفر صن أن الوافدين الجدد من كيمسكيت أبلغوا عن العثور على ساق بشرية بداخل حذاء عالٍ على شاطئ بالقرب من مصب نهر السلمون (اسم سابق لنهر دين بالقرب من كيمسكيت). يُعتقد أن البقايا كانت لرجل غرق في النهر في الصيف الماضي.
اعتبارًا من سبتمبر 2018، تم العثور على 15 قدمًا في مقاطعة كولومبيا البريطانية الكندية بين عامي 2007-2018، وخمسة أقدام في ولاية واشنطن الأمريكية. تتضمن الأقدام عددًا من الأزواج المتطابقة.
في كولومبيا البريطانية، تم تحديد 13 قدمًا من بين 15 قدمًا؛ كان آخرها قدم يسرى عثر عليها على شاطئ صخري في غرب فانكوفر، كولومبيا البريطانية، في سبتمبر 2018 ومن خلال تحليل الحمض النووي تم تحديد أنه مرتبط بذكر فُقد في وقت سابق من ذلك العام. تم العثور على قدمين مجهولي الهوية تم العثور عليهما في فبراير 2016 على شاطئ Botanical Beach على الساحل الغربي لجزيرة فانكوفر (المجاورة لمضيق Juan de Fuca).
في الولايات المتحدة، ينتمي أحد هذين الزوجين إلى امرأة قفزت من فوق جسر. من بين القدمين الأمريكيتين الأخريين اللذين تم التعرف عليهما، تعود إحدى القدمين إلى صياد مفقود والأخرى لرجل مصاب بالاكتئاب ربما انتحر. تم حجب هويته بناء على طلب عائلته.
بعد اكتشاف القدم الخامسة لل 20، بدأت القصة تحظى باهتمام إعلامي دولي متزايد. مع العناوين الرئيسية من الصحف مثل ميلبورن هيرالد صن، والجارديان، وكيب تايمز في جنوب أفريقيا، أثارت القصة الكثير من التكهنات حول سبب الغموض، والتي نشأت من «الانبهار المهووس» بهذا النوع من الموضوعات، كما ذكر أحد العلماء الذي يتعرف على رفات الضحايا. في برنامجه الحواري في وقت متأخر من الليل، استجوب ديفيد ليترمان اثنين من أعضاء الجمهور الكندي حول اللغز.
تم اكتشاف قدم بشرية أخرى على ما يبدو في 18 يونيو 2008، على تيي سبيت بالقرب من نهر كامبل في جزيرة فانكوفر، وكانت خدعة. كانت الخدعة عبارة عن «مخلب حيوان» تم وضعه في جورب وحذاء ثم حشوها بالأعشاب البحرية المجففة. بدأت شرطة الخيالة الكندية الملكية تحقيقا.
بعد العثور على القدم الحادية عشرة في 31 أغسطس 2011، في فانكوفر، تم العثور على العديد من أحذية الجري التي تحتوي على ما اشتبهت الشرطة في أنه لحوم نيئة تم غسلها في أوك بيتش، كولومبيا البريطانية.

## قائمة الاكتشافات
| #  | تاريخ          | الموقع                                | التفاصيل | إحداثيات      |
| -- | -------------- | ------------------------------------- | --- | ------------- |
| 1  | 20 أغسطس 2007  | جزيرة جديديا، كولومبيا البريطانية     | A girl visiting from Washington picked up a size 12 Adidas shoe and opened the sock to find a man's right foot. It is thought to have become disarticulated due to submerged decay. This kind of shoe was produced in 2003 and distributed mainly in الهند. A man's right foot; size 12 white-and-blue-mesh running shoe. The remains were identified as those of a missing man suffering from depression. |               |
| 2  | 26 أغسطس 2007  | جزيرة غابريولا، كولومبيا البريطانية   | A man's right foot, discovered by a couple, also disarticulated due to decay. It was waterlogged and appeared to have been taken ashore by an animal. It probably floated ashore from the south. The shoe, a size 12 white Reebok, was produced in 2004 and sold worldwide but primarily in North America, and the type has since been discontinued. |               |
| 3  | 8 فبراير 2008  | جزيرة فالديس، كولومبيا البريطانية     | A right foot in a size 11 Nike. The remains were identified as a 21-year-old Surrey man reported missing four years prior, whose death is considered "not suspicious", indicating either misadventure or suicide. This type of shoe was sold in Canada and the United States between February 1, 2003, and June 30, 2003. It has been confirmed that the right foot found February 8 on Valdes Island and left foot found on June 16 on Westham Island belonged to the same man. |               |
| 4  | 22 مايو 2008   | جزيرة كيركلاند، كولومبيا البريطانية   | A woman's right foot; blue-and-white New Balance sneaker. The fourth foot was discovered on an island in the Fraser Delta between Richmond and Delta, British Columbia. It was also wearing a sock and sneaker. It is thought to have washed down the Fraser River, having nothing to do with the ones found in the Gulf Islands. The shoe was a New Balance sneaker manufactured in 1999. In 2011, the fourth sneaker found in Kirkland Island was identified as being part of a pair of blue and white New Balance sneakers belonging to a woman who jumped from the Pattullo Bridge in New Westminster in April 2004. |               |
| 5  | 16 يونيو 2008  | جزيرة ويستهام، كولومبيا البريطانية    | A man's left foot was found by two hikers on June 16, floating in water in Delta. It has been confirmed that the left foot found on June 16 on Westham Island and the right foot found February 8 on Valdes Island belonged to the same man. |               |
| 6  | 1 أغسطس 2008   | بالقرب من بيشت، واشنطن                | A right foot inside a man's black size 11 shoe was discovered by a camper on a beach. It was covered in seaweed. The site of the discovery was less than 16 kilometers from the international border in the Strait of Juan de Fuca. Testing confirmed that the foot was human. Police say the large black-top, size 11 athletic shoe for a right foot contains bones and flesh. This was the first foot of the series to be found outside of British Columbia. The RCMP and Clallam County Sheriff's Department agreed on August 5 that the foot could have been carried south from Canadian waters.                     |               |
| 7  | 11 نوفمبر 2008 | ريتشموند (كولومبيا البريطانية)        | A known woman's left foot, in a shoe that was found floating in the Fraser River in Richmond. The shoe was described as a small New Balance running shoe, possibly a woman's shoe. A forensic DNA profiling analysis indicated that it was a genetic match to the foot discovered on May 22 on Kirkland Island. | (approximate) |
| 8  | 27 أكتوبر 2009 | ريتشموند (كولومبيا البريطانية)        | A right foot in a size 8½ Nike running shoe on a beach in Richmond. The remains were identified as a Vancouver-area man who was reported missing in January 2008. | (approximate) |
| 9  | 27 أغسطس 2010  | جزيرة ويدبي، واشنطن                   | A woman's or child's right foot, without a shoe or sock. This foot was determined to have been in the water for two months. Detective Ed Wallace of the Island County Sheriff's Office released a statement saying the foot would be tested for DNA. However, there was no match found in the national DNA database. |               |
| 10 | 5 ديسمبر 2010  | تاكوما (واشنطن)                       | Found on the tidal flats. "The right foot was still inside a boy's size 6 'Ozark Trail' hiking boot, and likely belonged to a juvenile or small adult," police spokesman Mark Fulghum said Tuesday in Tacoma, about 40 kilometers south of Seattle and 225 kilometers south of Vancouver. | (approximate) |
| 11 | 30 أغسطس 2011  | فالس كريك                             | Sex unknown. The foot was found in a man's white and blue size 9 runner, floating next to the Plaza of Nations marina, attached to the lower leg bones. It had disarticulated naturally at the knee due to the water. |               |
| 12 | 4 نوفمبر 2011  | بحيرة ساسمات، كولومبيا البريطانية     | A man's right foot inside a size 12 hiking boot was discovered by a group of campers in a pool of fresh water at Sasamat Lake near Port Moody. In January 2012, this foot was identified by the B.C. Coroner's Service as that of Stefan Zahorujko, a local fisherman who went missing in 1987. Police believe the foot separated naturally from the body and do not suspect foul play. |               |
| 13 | 10 ديسمبر 2011 | ليك يونيون، سياتل، واشنطن             | Human leg bone and foot in a black plastic bag under the Ship Canal Bridge. As of January 2, 2012, the medical examiner had not found a cause of death or identified the body. |               |
| 14 | 26 يناير 2012  | فانكوفر                               | On January 26, 2012, the remains of "what appears to be human bones inside a boot" were found in the sand along the water line at the dog park near the Maritime Museum at the foot of Arbutus Street, in Vancouver. |               |
| 15 | سياتل          | 6 مايو 2014                           | Human foot in white New Balance shoe found along the shoreline of Centennial Park near the Pier 86 grain terminal. The New Balance model 622 athletic shoe was white with blue trim, size men's 10½. This model of shoe was first available for sale in April 2008. From an initial news photo, it appears to be a left foot. |               |
| 16 | 7 فبراير 2016  | جزيرة فانكوفر                         | Hikers on Botanical Beach, near Port Renfrew on Vancouver Island, found a foot in a sock and running shoe. |               |
| 17 | 12 فبراير 2016 | جزيرة فانكوفر                         | A foot washed up near Port Renfrew on Vancouver Island. BC Coroners Service said it matches one found there five days earlier. | (approximate) |
| 18 | 8 ديسمبر 2017  | جزيرة فانكوفر                         | Remains of a leg with a shoe attached washed up on the near the settlement of Jordan River on Vancouver Island. |               |
| 19 | 6 مايو 2018    | جزيرة غابريولا، كولومبيا البريطانية   | Shortly after noon on Sunday 6 May, a man walking along the shore on Gabriola Island encountered a hiking boot, with a human foot inside, wedged in a logjam. |               |
| 20 | سبتمبر 2018    | فانكوفر الغربية (كولومبيا البريطانية) | Foot within a light grey Nike Free RN shoe on the shore near the 30th Street beach access point in West Vancouver. The size 9.5 shoe was manufactured between 1 February and 17 April 2017. It was believed to have been worn by a male and had a blue sock. The victim is believed to have been under the age of 50. |               |
| 21 | 1 يناير 2019   | إيفرت (واشنطن)                        | Foot found in a boot, later tied via DNA to Antonio Neill, missing since Dec. 12, 2016. |               |

## مستوى الندرة
قد يفصل التحلل القدم عن الجسم لأن الكاحل ضعيف نسبيًا، كما أن الطفو ينجم عن المهواء المحاصر داخل الحذاء الذي يسمح له بالطفو بعيدًا. وفقًا لعالم الحشرات في جامعة سايمون فريزر جيل أندرسون، غالبًا ما تنفصل الأطراف مثل اليدين والقدمين والرأس عندما يتحلل الجسم في الماء، على الرغم من أنها نادرًا ما تطفو.
ومع ذلك، فقد اعتُبر العثور على الأقدام وليس بقية الجثث أمرًا غير معتاد. العثور على قدمين قد تم تخمينه «من مليون إلى واحد» وبالتالي تمت الإشارة إليه على أنه «حالة شاذة» من قبل ضابط شرطة. جعل اكتشاف القدم الثالثة هذه هي المرة الأولى التي علم فيها ضابط شرطة تمت مقابلته أن ثلاثة من هذه الاكتشافات قد تم اكتشافها بالقرب من بعضها البعض.